# Devaramallapur, Sandur
Devaramallapur là một làng thuộc tehsil Sandur, huyện Bellary, bang Karnataka, Ấn Độ.